# 1138
1138是1137与1139之间的自然数。

## 數學性質
- 合數，正因數有1、2、569和1138。
質因數分解為{\displaystyle 2\times 569}。
- 虧數，真因數和為572，虧度為566。
- 不尋常數，大於平方根的質因數為569。
- 半質數。
- 無平方數因數的數。
- 十进制的等數位數。
- 虧數
- 無平方數因數的數

## 文化相关
- 1138运动

由于美国政府规定合法婚姻的伴侣可以享受1138项权利和福利，但由于同性婚姻在美国的大多数州是不合法的，因此同性婚姻伴侣无法获得这些权利和福利；1138运动的目的就是为了告诉人们，同性婚姻伴侣无法享受1138项权利和福利。
- 乔治·卢卡斯与1138

乔治·卢卡斯曾在早期拍摄过名为《电子迷宫THX 1138 4EB》（又译为《未来世界》，也可简称为《THX 1138》）的电影短片；而后1138这一数字便大量出现于乔治·卢卡斯所拍摄的电影、卢卡斯电影公司出品的电影和卢卡斯艺术公司制作的游戏中。